# Girls’ Last Tour
Girls’ Last Tour (jap. 少女終末旅行 Shōjo Shūmatsu Ryokō) ist eine Manga-Serie von Tsukumizu, die von 2014 bis 2018 in Japan erschien. Sie handelt von der Reise zweier Freundinnen durch eine ausgestorbene zerstörte Landschaft. Der Manga wurde 2017 als Anime-Fernsehserie adaptiert, die als Girls’ Last Tour auf Deutsch erschien.

## Inhalt
Die beiden in Armeeausrüstung gepackten Freundinnen Chito und Yuuri sind mit ihrem Kettenkrad auf der Reise durch eine winterliche, zerstörte Landschaft. Um zu überleben, sind sie ständig auf der Suche nach zurückgelassenem Treibstoff und Nahrungsmitteln und schließlich nach einem Ort an dem es sich besser leben lässt. Sie treffen nur selten auf andere Menschen und sind zwischen all den Überresten einer untergegangenen Zivilisation, die sie nach und nach entdecken fast immer allein miteinander. Sie müssen sich dabei ganz auf Chitos Erfahrung und Lesefertigkeit sowie auf Yuuris Geschick mit dem Gewehr verlassen.

## Charaktere
Chito (チト)
Einer der beiden Protagonisten. Sie wird „Chii-chan“ genannt und hat schwarze Haare. Sie ist gelehrte, gebildete und begeisterte Leserin. Sie fährt das Kettenkrad. Sie ist normalerweise ruhig und entspannt, kann aber gelegentlich von Yuuri verärgert werden
Yuuri (ユーリ)
Einer der beiden Protagonisten. Sie wird "Yuu" genannt und hat blonde Haare. Sie kann nicht lesen, aber sie ist eine Scharfschützin. Sie steigt am hinteren Ende des Kettenkrads hoch. Sie ist fasziniert vom Unbekannten und ziemlich abenteuerlustig. Sie ist gierig.
Kanazawa (カナザワ)
Ein Reisender, den Chito und Yuuri treffen, während sie versuchen, einen Weg in die obere Schicht der Stadt zu finden. Er ist ein Kartograph, der die ganze Stadt kartografieren will. Er gibt Yuuri und Chito seine Kamera, als er sie verlässt, um sein Kartografieprojekt fortzusetzen.
Ishii (イシイ)
Eine Wissenschaftlerin, die auf einem verlassenen Luftwaffenstützpunkt lebt und nach alten Plänen ein Flugzeug baut, um eine andere Stadt zu erreichen. Sie hilft bei der Reparatur des Kettenkrads von Chito und Yuuri und bittet sie um Hilfe bei der Fertigstellung des Flugzeugs. Sie gibt Yuuri und Chito Kartoffeln und sagt ihnen, wo sie mehr finden.
Nuko (ヌコ)
Ein mysteriöses, langes, weißes Wesen, das wie eine Katze aussieht, das Chito und Yuuri auf ihrer Reise aufsammeln. Sie kommuniziert mit den Mädchen über Funksignale. Nuko kann seine Form ändern, um Mechanismen zu aktivieren, und liebt es, Kugeln zu essen. Später stellt sich heraus, dass sie zu einer Spezies gehört, die Waffen und verschiedene Energiequellen verbraucht. Nachdem sie viele ihresgleichen entdeckt hatte, ging sie mit ihnen.

## Veröffentlichung
Die Serie erschien von Februar 2014 bis Januar 2018 im Online-Magazin Kurage Bunch bei Shinchosha. Der Verlag brachte den Manga auch in sechs Sammelbänden heraus. Eine englische Übersetzung erscheint bei Yen Press. Auf Deutsch erscheint die Serie von September 2024 bis Juli 2025 vollständig bei Manga Cult in einer Übersetzung von Stefanie Probst.

## Animeserie
2017 entstand beim Studio White Fox eine 12-teilige Animeserie zum Manga. Hauptautor war Kazuyuki Fudeyasu und Regie führte Takaharu Ozaki. Als Produzenten verantwortlich waren Mitsuhiro Ogata, Noritomo Isogai, Shō Tanaka und Tomoaki Iwasaka. Das Charakterdesign stammt von Mai Toda und die künstlerische Leitung lag bei Masakazu Miyake.
Die Serie wurde vom 6. Oktober bis 22. Dezember 2017 von den Sendern BS11, TV Aichi, Tokyo MX, AT-X, Sun TV, KBS Kyōto und TVQ Kyūshū in Japan ausgestrahlt. Animax Asia zeigte den Anime auf Englisch. Die Streaming-Plattform Hidive veröffentlichte die Serie mit Untertiteln in mehreren Sprachen, weitere Plattformen brachten sie mit englischen Untertiteln heraus, Wakanim mit französischen Untertiteln. Eine deutsch synchronisierte Fassung erschien von November 2018 bis Januar 2019 bei Universum Anime auf Blu-ray und DVD.

### Synchronisation
Die deutsche Synchronfassung entstand bei Kölnsynchron unter der Regie und nach einem Dialogbuch von Daniel Käser.
| Rolle    | japanischer Sprecher (Seiyū) | deutscher Sprecher |
| -------- | ---------------------------- | ------------------ |
| Chito    | Inori Minase                 | Leonie Landa       |
| Yuuri    | Yurika Kubo                  | Katrin Heß         |
| Kanazawa | Akira Ishida                 | Axel Malzacher     |
| Nuko     | Kana Hanazawa                | Alma Lühn          |

### Musik
Die Musik der Serie wurde komponiert von Kenichiro Suehiro. Für den Vorspann verwendete man das Lied Ugoku, ugoku von Inori Minase und Yurika Kubo. Der Abspann wurde unterlegt mit dem Titel More One Night, ebenfalls gesungen von Inori Minase und Yurika Kubo. Bei den Folgen 5 und 12 war das Abspannlied Amadare no Uta (雨だれの歌), vom gleichen Duo, das in der fünften Folge auch mittendrin eingespielt wurde.